# لونومیا
لونومیا (نام علمی: Lonomia) نام یک سرده از خانواده شاپرکان چشم‌گربه‌ای بومی آمریکای جنوبی است. زهر کرم پیله‌ساز این حشره کُشنده است.